# Богослов (село)
Богослов (болг. Богослов) — село в Болгарии. Находится в Кюстендилской области, входит в общину Кюстендил. Население составляет 365 человек.

## Политическая ситуация
В местном кметстве Богослов, в состав которого входит Богослов, должность кмета (старосты) исполняет Румен Тончев Веселинов (Граждане за европейское развитие Болгарии (ГЕРБ)) по результатам выборов.
Кмет (мэр) общины Кюстендил — Петыр Георгиев Паунов (коалиция в составе 3 партий: Демократы за сильную Болгарию (ДСБ), Союз демократических сил (СДС) и партия «АТАКА») по результатам выборов.